# Attentat du 12 décembre 2022 à Kaboul
L'attentat du 12 décembre 2022 à Kaboul est survenu le 12 décembre 2022 lorsque des militants ont attaqué un hôtel à Kaboul, en Afghanistan. L'attaque à l'hôtel Kabul Longan, un hôtel populaire auprès des étrangers, a fait au moins trois civils morts et 18 autres blessés. Deux étrangers figureraient parmi les blessés.

## Contexte
La veille de l'attaque, l'ambassadeur de Chine en Afghanistan (en), Wang Yu (zh), a rencontré le vice-ministre afghan des Affaires étrangères, Shir Mohammad Abbas Stanikzai, pour discuter des questions de sécurité, et a appelé les talibans « à accorder plus d'attention à la sécurité de l'ambassade de Chine à Kaboul (zh). »
Une semaine auparavant, des hommes armés avaient attaqué le chargé d'affaires pakistanais, Ubaid Ur Rehman Nizamani (ur), dans l'enceinte de son ambassade à Kaboul (en), blessant un garde pakistanais, tandis qu'en septembre un kamikaze s'était fait exploser devant l'ambassade de Russie à Kaboul (ru), tuant deux diplomates russes.

## Attentat
L'attaque a eu lieu vers 14 h 30 heure locale. Les résidents ont rapporté avoir entendu une puissante explosion suivie de coups de feu. L'État islamique - Province de Khorassan a revendiqué la responsabilité de l'attaque.

## Victimes
Trois personnes ont été tuées et 18 autres blessées. Le porte-parole taliban Zabihullah Mujahid a confirmé que l'attaque s'est terminée avec la mort des trois hommes armés et que les clients de l'hôtel ont été évacués en toute sécurité.
Le porte-parole du ministère chinois des Affaires étrangères, Zhao Lijian, a déclaré que cinq ressortissants chinois figuraient parmi les blessés.